# Gurwantes
Gurwantes (mongolisch Гурвантэс) ist ein Landkreis (Sum) im äußersten Westen der Provinz Ömnö-Gobi im Süden der Mongolei unmittelbar an der Grenze zu China. Mit einer Fläche von 27.967 km² stellt Gurwantes den größten Landkreis in der Süd-Gobi dar. Lebten im Jahr 1994 insgesamt 2.983 Menschen dort, so erhöhte sich diese Zahl auf 4.034 im Jahr 2009. Davon leben 1.842 im Zentrum dieses Landkreises.

## Wirtschaft und Verkehr
Die wirtschaftliche Bedeutung dieses Gebietes findet ihren Ausdruck in großen Kohle-Lagerstätten, die sich 25 km südöstlich vom Zentrum des Landkreises und in einer Entfernung von nur 40–50 km von der chinesischen Grenzen befinden. Von Bedeutung sind vor allem:
- die Lagerstätte Nariin Suchait mit den Kohlegruben von Mongolyn Alt LLC (MAK) bzw. von dem mongolisch-chinesischen Joint Venture MAK-Qinghua.
- die Lagerstätte Ovoot Tolgoi mit den Kohlegruben von SouthGobi Sands LLC, der mongolischen Niederlassung des kanadischen Unternehmens SouthGobi Resources (SGQ).

Im Gebiet Sumber, 16 km östlich von Ovoot Tolgoi, bereitet SouthGobi Energy Resources bis 2015 ein weiteres Projekt vor.
Per Lastkraftwagen wird die Kohle zum mongolischen Grenzort Shivee Churen transportiert. Vom chinesischen Grenzort Ceke besteht seit 2010 bereits die Möglichkeit der Weiterbeförderung auf der neuen Bahnstrecke Linhe–Ceke. Die Kohle gelangt so zu den chinesischen Stahlwerken in Jiayuguan bzw. Baotou.